# Necesitarismo
El necesitarismo es un principio metafísico que niega toda mera posibilidad; solo hay exactamente una manera para que el mundo sea. El Diccionario de filosofía José Ferrater Mora en linea lo define como "las doctrinas según las cuales todo lo que acontece, acontece necesariamente no habiendo margen para el azar". El Century Dictionary lo definió en 1889-1891 como la creencia de que la voluntad no es libre, sino que está sujeta a causas antecedentes externas o leyes naturales de causa y efecto.
Es el miembro más fuerte de una familia de principios, incluido el determinismo duro, cada uno de los cuales niega el libre albedrío libertario, razonando que las acciones humanas están predeterminadas por antecedentes externos o internos. El necesitarismo es más fuerte que el determinismo duro, porque incluso el determinista duro concedería que la cadena causal que constituye el mundo podría haber sido diferente en su conjunto, aunque cada miembro de esa serie no podría haber sido diferente, dadas sus causas antecedentes.[cita requerida]
El defensor más famoso del necesitarismo en la historia de la filosofía es Spinoza. Anthony Collins también fue conocido por su defensa del necesitarismo. Su breve Investigación sobre la libertad humana (1715) fue una declaración clave del punto de vista necesitario.